# Associazione Sportiva Vicenza
L'Associazione Sportiva Vicenza è una società di pallacanestro femminile di Vicenza che milita in Serie A2.
Gioca al PalaVicenza di via Goldoni e i suoi colori sociali sono il bianco e il rosso.
È tra le squadre di pallacanestro femminile più titolate, a livello nazionale ed europeo, avendo vinto 12 scudetti e 5 Coppe dei Campioni.
Nella massima competizione cestistica europea è la squadra italiana più titolata, dietro solo al TTT Riga e all'UMMC Ekaterinburg.

## Storia
Fondata nel 1958, gioca i primi anni sul campo all'aperto di Piarda Fanton. Nei primi anni '60, gli amministratori del tempo concedono l'uso di un originale campo al coperto: la Basilica Palladiana.
Il primo allenatore è stato Antonio Concato e la squadra partì dalla Serie C, sponsor il Portorico Caffè della famiglia Bertoldo e dell'amministratore Nizzero.
Subito promossa in Serie B, conquista la Serie A nel campionato 1962-63. Il primo scudetto viene vinto l'11 aprile 1965 al Palalido di Milano in uno spareggio per il titolo fra FIAT Torino e Portorico Vicenza.
La formazione dello scudetto era: Colla, Persi, Bortolotto, Medin, Faggionato, Verdi, Gentilin, Pausich, Franzon, Rigodanza capitana.

Lo Zolu Vicenza campione d'Italia e d'Europa nella stagione 1982-83

Il ciclo d'oro comincia nel 1980: 7 scudetti consecutivi dal 1982 al 1988 con i marchi Zolu, Fiorella e Primigi, 14 titoli giovanili vinti: 6 juniores, 1 cadette, 4 allieve, 3 ragazze ma il vero fiore all'occhiello della società sono le 5 coppe campioni vinte tra il 1983 e il 1988. Tra il 1989 e il 1992, a seguito di un accordo di sponsorizzazione, la squadra assume la denominazione Estel Vicenza.
Nel 2002-03 l'A.S. è arrivata tredicesima al termine della stagione regolare ed è retrocessa ai play-out. Nel 2004-05 si classifica al secondo posto del Girone A, vince la Coppa Italia di Serie A2 e viene ripescata nella massima serie al posto del Rovereto Basket.
Nel  2005-06 gioca al Centro Sport Palladio Vicenza e arriva 15^ in serie A1. Nel 2006 dalla serie A2 retrocede in B e deve ripartire dalla serie C per problemi societari.
Nel 2007 il vecchio patron Antonio Concato decide di creare una nuova società a Vicenza, la Pallacanestro Femminile Vicenza. Il 10 novembre inizia l'attività agonistica che vede l'AS Vicenza ripartire dalla Serie C come quasi 50 anni fa.
Il 3 luglio 2008 la dirigenza della PF Vicenza e della AS Vicenza decidono di unire nuovamente le forze, andando a ricreare un'unica squadra che dal successivo anno gareggerà in serie B. Presidente è lo storico patron Antonio Concato.
Nel 2012 viene istituita la serie A3 e l'AS Vicenza viene inserita in essa per meriti sportivi. A fine campionato la squadra arriva all'8º posto e dopo aver disputato i play-off viene promossa in serie A2 classificandosi nella stagione 2013-2014 al quarto posto.
Su otto giocatrici donne inserite finora nella Hall Of Fame della pallacanestro italiana, ben sette hanno indossato la maglia dell'AS Vicenza: Nidia Pausich, Nicoletta Persi, Lidia Gorlin, Rosetta Bozzolo, Wanda Sandon e Catarina Pollini, Mara Fullin.

## Cronistoria
| Cronistoria del Associazione Sportiva Vicenza |
| --- |
| - 1958 - Viene fondata l'Associazione Sportiva Vicenza. - 1958-1959 - 1ª in serie C. Promossa in serie B. - 1959-1960 - 6ª in serie B. - 1960-1961 - 7ª in serie B. - 1961-1962 - 3ª in serie B. - 1962-1963 - 1ª in serie B. Promossa in serie A. - 1963-1964 - Portorico Vicenza - 4ª in serie A. - 1964-1965 - Portorico Vicenza - 1ª in serie A. Campione d'Italia (1º titolo). - 1965-1966 - Portorico Vicenza - 1ª in serie A. Campione d'Italia (2º titolo). - 1966-1967 - Recoaro Vicenza - 1ª in serie A. Campione d'Italia (3º titolo). - 1967-1968 - Recoaro Vicenza - 1ª in serie A. Campione d'Italia (4º titolo). - 1968-1969 - Recoaro Vicenza - 1ª in serie A. Campione d'Italia (5º titolo). - 1969-1970 - A.S. Vicenza - 3ª in serie A. - 1970-1971 - A.S. Vicenza - 2ª in serie A. - 1971-1972 - Thermomatic Vicenza - 3ª in serie A. Quarti di finale di Coppa delle Coppe. - 1972-1973 - Thermomatic Vicenza - 4ª in serie A. - 1973-1974 - A.S. Vicenza - 3ª in serie A. - 1974-1975 - A.S. Vicenza - 7ª in serie A. Preliminari di Coppa Ronchetti. - 1975-1976 - Cademartori Vicenza - 10ª in serie A. - 1976-1977 - Cademartori Vicenza - 6ª in serie A, girone B. 5ª nella Poule Salvezza. - 1977-1978 - A.S. Vicenza - 4ª in serie A, girone A. 6ª nella Poule Scudetto. - 1978-1979 - A.S. Vicenza - 4ª in serie A, girone B. 2ª nella Poule Salvezza. - 1979-1980 - A.S. Vicenza - 4ª in serie A, girone B. 7ª nella Poule Scudetto. - 1980-1981 - Zolu Vicenza - 1ª in serie A1, girone A. Accede alla finale scudetto ma viene battuta dalla Pagnossin Treviso. - 1981-1982 - Zolu Vicenza - 2ª in serie A1, girone A. Campione d'Italia (6º titolo) battendo l'Accorsi Torino. - 1982-1983 - Zolu Vicenza - 1ª in serie A1, girone B. Campione d'Italia (7º titolo) battendo la GBC Milano. Vince la Coppa dei Campioni (1º titolo). - 1983-1984 - Zolu Vicenza - 1ª in serie A1, girone A. Campione d'Italia (8º titolo) battendo la GBC Milano. - 1984-1985 - Fiorella Vicenza - 1ª in serie A1, girone B. Campione d'Italia (9º titolo) battendo la Bata Viterbo. Vince la Coppa dei Campioni (2º titolo). - 1985-1986 - Primigi Vicenza - 1ª in serie A1, girone A. Campione d'Italia (10º titolo) battendo la Deborah Milano. Vince la Coppa dei Campioni (3º titolo). - 1986-1987 - Primigi Vicenza - 1ª in serie A1. Campione d'Italia (11º titolo) battendo la Deborah Milano. Vince la Coppa dei Campioni (4º titolo). - 1987-1988 - Primigi Vicenza - 1ª in serie A1. Campione d'Italia (12º titolo) battendo la Deborah Milano. Vince la Coppa dei Campioni (5º titolo). - 1988-1989 - Primigi Vicenza - 4ª in serie A1. - 1989-1990 - Estel Vicenza - 4ª in serie A1. - 1990-1991 - Estel Vicenza - 3^ in serie A1. Quarti di finale di Coppa Ronchetti. - 1991-1992 - Estel Vicenza - 5^ in serie A1. Vince la Coppa Ronchetti (1º titolo). - 1992-1993 - Vivo Vicenza - 7^ in serie A1. Semifinalista di Coppa Ronchetti. - 1993-1994 - Vivo Vicenza - 6^ in serie A1. Quarti di finale di Coppa Ronchetti. - 1994-1995 - Vivo Vicenza - 10^ in serie A1. - 1995-1996 - Soligo Vicenza - 12^ in serie A1. Retrocessa in serie A2 d'Eccellenza. - 1996-97 · nel Girone A di Serie A2 d'Eccellenza, 1ª nella Poule Promozione, promossa in Serie A1. - 1997-1998 - Vero Vicenza - 11^ in serie A1. - 1998-1999 - Fitt Vicenza - 10^ in serie A1. - 1999-2000 - Becast Vicenza - 14^ in serie A1. Retrocessa in serie A2. - 2000-01 · 2ª nel Girone A di Serie A2, 3ª nella Poule 2. - 2001-2002 - A.S. Vicenza - 1ª in serie A2, girone A: Promossa in serie A1. - 2002-2003 - A.S. Vicenza - 13ª in serie A1. Retrocessa in serie A2. - 2003-2004 - A.S. Vicenza - 4ª in serie A2, girone A. - 2004-2005 - Ferrari Casa Vicenza - 3ª in serie A2, girone A. Promossa in serie A1. Vince la Coppa Italia di serie A2. - 2005-2006 - Centro Sport Palladio Vicenza - 15ª in serie A1. Retrocessa in serie A2. - 2006-2007 - A.S. Vicenza - 16ª in serie A2 girone A. Retrocessa in serie B. Retrocessa in serie C per problemi societari. - 2007-2008 - A.S. Vicenza - 2ª in serie C. Promossa in serie B. - 2008-2009 - A.S. Vicenza - 5ª in serie B. - 2009-2010 - A.S. Vicenza - 8ª in serie B. - 2010-2011 - Velco A.S. Vicenza - 7ª in serie B. - 2011-2012 - Velco A.S. Vicenza - 7ª in serie B. Ammessa alla nuova serie A3 per meriti sportivi - 2012-2013 - Velco A.S. Vicenza - 8ª in serie A3. Promossa in Serie A2 dopo la vittoria ai play-off contro il Ferrara. - 2013-2014 - Velco A.S. Vicenza - 4ª in serie A2. - 2014-2015 - Velco A.S. Vicenza - 3ª in serie A2. - 2015-2016 - Velco A.S. Vicenza - 3ª in serie A2 - girone B. perde la semifinale promozione contro il Crema - 2016-2017 - Velco A.S. Vicenza - 2ª in serie A2 - girone B. Perde la finale promozione contro Bologna. - 2017-2018 - Velco A.S. Vicenza - 7ª in serie A2 - girone B. Perde i quarti di finale promozione contro Castelnuovo Scrivia. - 2018-2019 - VelcoFin Interlocks AS Vicenza - 7ª in Serie A2F girone Nord. Ai playoff eliminata in due partite da Crema. - 2020-2021 - AS Vicenza - 7ª in serie A2F - girone Nord. In semifinale playoff eliminata in due partite da SangA Milano. - 2021-2022 - A.S. Vicenza - 13ª in serie A2F - girone Nord. Perde ai play-out contro Treviso Retrocessa in serie B. Ammessa in serie A2. Acquisito il Titolo di Lupe San Martino - 2022-2023 - A.S. Vicenza - 13ª in serie A2F - girone Nord. Vince ai play-out contro Carugate salvando la categoria. - 2023-2024 - A.S. Vicenza - 10ª in serie A2F - girone B. Vince ai play-out al secondo turno contro Carugate salvando la categoria. - 2024-2025 - A.S. Vicenza - 10ª in serie A2F - girone B. Ottiene la salvezza diretta mantenendo la categoria. |

## Roster 2024-25
|    | Naz.                  | Ruolo | Sportivo           | Anno | Alt. |  |  |
| -- | --------------------- | ----- | ------------------ | ---- | ---- |  |  |
| 3  | Italia (bandiera)     | P     | Giulia Cecili      | 1999 | 168  |  |  |
| 7  | Italia (bandiera)     | G     | Ilaria Nespoli     | 2002 | 177  |  |  |
| 8  | Slovacchia (bandiera) | A     | Stella Tarkovičová | 1999 | 181  |  |  |
| 10 | Italia (bandiera)     | P     | Anna Fontana       | 2004 | 164  |  |  |
| 11 | Italia (bandiera)     | C     | Alessandra Tava    | 1991 | 183  |  |  |
| 12 | Italia (bandiera)     | G     | Marta Pellegrini   | 2002 | 178  |  |  |
| 13 | Italia (bandiera)     | G     | Giorgia Assentato  | 1999 | 176  |  |  |
| 14 | Italia (bandiera)     | A     | Alice Peserico     | 2002 | 173  |  |  |
| 19 | Italia (bandiera)     | G     | Chiara Chilò       | 2008 | 173  |  |  |
| 20 | Italia (bandiera)     | C     | Caterina Mattera   | 2001 | 184  |  |  |
| 21 | Italia (bandiera)     | A     | Lorenza Pavoni     | 2005 | 176  |  |  |
| 30 | Italia (bandiera)     | A     | Nicole Valente     | 2005 | 175  |  |  |
| 31 | Italia (bandiera)     | G     | Martina Mutterle   | 2006 | 174  |  |  |
| 33 | Italia (bandiera)     | C     | Annalisa Vitari    | 1996 | 186  |  |  |

### Staff tecnico
| Allenatore:   | Lorenzo Logallo     |
| Assistente:   | Emmanuel Gianfreda  |
| Assistente:   | Francesco Cubelli   |
| Team Manager: | Massimiliano Casile |

Direttore Sportivo: Massimiliano Casile
Fisioterapista: Sergio Pressanto
Preparatore Atletico: Francesco Cubelli

## Palmarès
- Campionato italiano: 12

1964-65, 1965-66, 1966-67, 1967-68, 1968-69, 1981-82, 1982-83, 1983-84, 1984-85, 1985-86 
1986-87, 1987-88
- Coppa dei Campioni: 5

1983, 1985, 1986, 1987, 1988
- Coppa Ronchetti: 1

1992
- Coppa Italia di Serie A2: 1

2005